# Itapissuma
Itapissuma este un oraș în Pernambuco (PE), Brazilia.